# Walter Hubmann
Walter Hubmann (* 27. März 1928; † 20. Mai 2015) war ein deutscher Apotheker und Träger des Verdienstordens am Bande der Bundesrepublik Deutschland.

## Leben
Hubmann stammte aus einer alteingesessenen Apothekerfamilie und war der Sohn von Hans Hubmann, dem Besitzer der Oberen Apotheke unweit des Kulmbacher Rathauses.
Nach dem Schulbesuch legte Walter Hubmann das Staatsexamen ab und promovierte an der Julius-Maximilians-Universität Würzburg. 
1952 eröffnete er in Kulmbach neben der Unteren und väterlichen Oberen Apotheke eine dritte Apotheke unter dem Namen Stadt-Apotheke. Sie befand sich zunächst in angepachteten Räumen. 1957 erwarb Hubmann gegenüber dieser Apotheke an der Ecke Pestalozzi-/Güterbahnhofstraße ein Gebäude, dass er abreißen und als modernes, fünfgeschossiges Apothekengebäude neu errichten ließ. 1958 eröffnete dort die von Hubmann geleitete Stadt-Apotheke ihre Pforten. Später übernahm er vom Vater dessen Obere Apotheke, die ebenfalls 1955 neu errichtet worden war.
Die nachhaltige Förderung seines Berufsstandes erreichte Hubmann durch die Gründung der heutigen Berufsfachschule für pharmazeutisch-technische Assistenten des Vereins für pharmazeutisch-technische Lehranstalten in Bayern e.V. im Langheimer Amtshof in Kulmbach (Rentamtsgässchen 2). Ferner zählte er 1966 zu den Mitbegründern des Rotary-Clubs in Kulmbach.
Hubmann war 20 Jahre Vorstandsmitglied und langjähriger stellvertretender Vorsitzender des Bayerischen Apothekerverbandes (BAV) und gleichzeitig Vorsitzender des Bezirksverbandes Oberfranken. Er war Vorsitzender des Vereins Bayerischer Apothekenleiter sowie stellvertretender Vorsitzender der Tarifgemeinschaft der Apothekenleiter auf Bundesebene. Ab 1998 war er außerdem Geschäftsführer der W. H. Immobilien GmbH mit Sitz Kulmbach.

## Ehrungen
- Bundesverdienstorden am Bande
- Silberne Bürgermedaille der Stadt Kulmbach
- Ehrenzeichen der Bayerischen Apotheker